# 1st GAM〜甘い誘惑〜
『1st GAM〜甘い誘惑〜』（ファースト ギャム 甘い誘惑）は、GAMのファーストアルバムである。2007年5月23日、アップフロントワークス（hachama)より発売。

## 概要
- 初回生産限定盤はCD+DVD、通常盤はCDのみである。

## 収録曲

### CD
全作詞・作曲：つんく
1. Thanks!
編曲：西田昌史
  - 1st シングル
2. 純潔〜Only〜
編曲：鈴木Daichi秀行
3. メロディーズ
編曲：大久保薫
  - 2nd シングル
4. 愛の船
編曲：湯浅公一
5. ここで キスして
編曲：平田祥一郎
6. LU LU LU
編曲：大久保薫
  - 3rd シングル
7. イチャイチャ♡Summer
編曲：鈴木俊介
8. 愛情オアシス
編曲：高橋諭一
9. …H
編曲：平田祥一郎
10. 甘い誘惑
編曲：鈴木Daichi秀行
11. Thanks!誘惑Remix
編曲：西田昌史

### 初回生産限定盤付属DVD
1. メロディーズ (AYA Ver.)
2. メロディーズ (MIKI Ver.)
3. LU LU LU (Dance Shot Ver.)